# كوفي كورزدي
كوفي كورزدي من مواليد 2 يناير 1995 لاعب كرة قدم غاني يلعب في الهجوم لعب سابقاً في نادي معيذر .

## روابط خارجية
كوفي كورزدي على موقع قاعدة بيانات كرة القدم.إي يو (الإنجليزية)
- كوفي كورزدي على موقع Soccerway.com (الإنجليزية)
- كوفي كورزدي على موقع GSA (الإنجليزية)